# Бажуков, Иван Данилович
Иван Данилович Бажуков (1924—1958) — помощник командира взвода автоматчиков 127-го гвардейского стрелкового полка 42-й гвардейской стрелковой дивизии 40-й армии 2-го Украинского фронта, гвардии сержант; гвардии старшина, полный кавалер ордена Славы.

## Биография
Родился в крестьянской семье. Коми. Образование неполное среднее. Работал на лесопункте.
В Красной Армии с 1942 года. Участник Великой Отечественной войны с марта 1942 года. Член ВКП(б) с 1944 года.
Помощник командира взвода автоматчиков 127-го гвардейского стрелкового полка гвардии сержант Иван Бажуков в составе подразделения 27 августа 1944 года в районе города Пьятра-Нямц, отбивая контратаки противника, лично уничтожил до десяти вражеских солдат. Приказом от 21 сентября 1944 года «за образцовое выполнение заданий командования в боях с немецко-фашистскими захватчиками» гвардии сержант Бажуков Иван Данилович награждён орденом Славы 3-й степени.
20 декабря 1944 года гвардии старшина Иван Бажуков, возглавив группу захвата, скрытно проник в расположение противника близ города Сендрю, захватил вражеский пикет в составе офицера и шестерых солдат, давших ценные разведданные. Умело прикрывал отход группы захвата. Приказом от 11 февраля 1945 года «за образцовое выполнение заданий командования в боях с немецко-фашистскими захватчиками» гвардии старшина Бажуков Иван Данилович награждён орденом Славы 2-й степени.
В боях на подступах к городу Банска-Бистрица 20 марта 1945 года Иван Бажуков, используя захваченное у врага орудие, подавил несколько вражеских огневых точек, истребил до двадцати гитлеровцев. Указом Президиума Верховного Совета СССР от 15 мая 1946 года «за образцовое выполнение заданий командования в боях с немецко-фашистскими захватчиками» гвардии старшина Бажуков Иван Данилович награждён орденом Славы 1-й степени, став полным кавалером орденом Славы.
С 1947 года И. Д. Бажуков — в запасе. Вернулся на родину в Коми АССР. Работал егерем в лесхозе. Скончался 16 мая 1958 года.

## Награды
Награждён орденами Отечественной войны 2-й степени, Красной Звезды, Славы 1-й, 2-й и 3-й степеней, медалями.

## Память
Именем полного кавалера ордена Славы И. Д. Бажукова названа улица в посёлке Приуральский Троицко-Печорского района Республики Коми.